# Килауеа
Для информации о вулкане, см. Килауэа.
Килауеа (гав. Kīlauea — букв. «извергающий» или «большой разброс») — статистически обособленная местность, расположенная в округе Кауаи, штат Гавайи, США. Названа в честь одноимённого вулкана.

## История
Килауеа когда-то называли «всемирная столица гуавы», потому что здесь находилась плантация Гуава-Каи, крупнейшая в мире плантация по выращиванию гуавы. Она прекратила своё существование в конце 2006 — начале 2007 года.

## География
Согласно Бюро переписи населения США статистически обособленная местность Килауеа имеет общую площадь 3,9 квадратных километров, относящихся к суше. Килауеа расположено на северном побережье Кауаи, одном из восьми островов, входящих в состав штата Гавайи.

## Демография
По данным информационного сайта штата Гавайи, в Килауеа проживают 2092 человека, средний возраст населения 36,3 лет. Средняя плотность населения 538,6 человек на квадратный километр.

## Экономика
Средний доход на одно домашнее хозяйство Килауеа составил 41 312 долларов США, средняя стоимость дома — 212 900 долларов.